# Drive Me Crazy
Drive Me Crazy es una película de comedia adolescente romántica de 1999 basada en la novela Girl Gives Brith to Own Prom Date de Todd Strasser.
Originalmente titulada Next to You, el título de la película fue cambiado a Drive Me Crazy, como el tema principal de su banda sonora, la canción de Britney Spears, "(You Drive Me) Crazy". La película terminó ganando $17,843,379 en el país, contra $8 millones de presupuesto. En la banda sonora también aparece The Donnas.

## Trama
Nicole Maris (Melissa Joan Hart) y Chase Hammond (Adrian Grenier) viven uno lado del otro en sus respectivas casas. Nicole vive con su madre divorciada y la madre de Chase murió de cáncer, haciéndolos dos adolescentes viviendo con sus padres solteros. Sin embargo, son mundos aparte. Nicole sabe de las últimas modas; Chase, sobre la última protesta. Ella no se perdería un juego de baloncesto con sus amigos; él puede ser encontrado por lo general en una habitación oscura de café con sus amigos que no les importa qué vestir.
Nicole quiere una cita de ensueño con la estrella del equipo de baloncesto, pero justamente antes de estar juntos, él se enamora de una animadora. Mientras tanto, la novia "no conformista" de Chase, Dulcie (Ali Larter) lo deja por otro hombre.
Ahora tienen algo en común, Nicole y Chase a regañadientes unen fuerzas para navegar por las minas del amor de secundaria.
Su idea es salir entre ellos para atraer el interés y la celosía de sus presas románticas. Todo va bien: ambos obtienen la persona que querían. Pero en el medio de planear la celebración de una gala, Nicole y Chase descubren que la persona que querían cerca está más cerca de lo que creen. Finalmente, dejan sus citas originales y se enamoran.
Todavía hay un giro enorme que puede arruinar su relación para siempre al final. Después que su celebración termina, regresan a sus casas para descubrir que sus padres se han enamorado y se mudarán juntos, lo que los hace un paso de hermanos. Sin embargo, la película termina con el sentimiento  de que no van a dejar que ese hecho detenga su relación.

## Elenco
- Melissa Joan Hart como Nicole Maris.
- Adrian Grenier como Chase Hammond.
- Stephen Collins como Mr. Maris
- Susan May Pratt como Alicia DeGressario.
- Mark Webber como Dave Ednasi.
- Kris Park como Ray Neeley.
- Gabriel Carpenter como Brad Seldon.
- Ali Larter como Dulcie.
- Lourdes Benedicto como Chloe Frost.
- Keri Lynn Pratt como Dee Vine.
- Natasha Pearce como Sue Ryan.
- Jordan Bridges como Eddie Lampell.
- Keram Malicki-Sánchez como Rupert.
- Mark Metcalf como Mr. Rope
- William Converse-Roberts como Mr. Hammond
- Faye Grant como Mrs. Maris
- James Van Der Beek como Jugador de Baloncesto.(no acreditado)
- Elizabeth Hart como Vixen #2.

## Banda sonora
1. "(You Drive Me) Crazy (The Stop Remix!)" - Britney Spears
2. "Unforgetful You" - Jars of Clay
3. "I Want It That Way (The Jack D. Elliot Remix)" - Backstreet Boys
4. "It's All Been Done" - Barenaked Ladies
5. "Stranded" - Plumb
6. "Faith In You" - Matthew Sweet
7. "Is This Really Happening To Me?" - Phantom Planet
8. "One For Sorrow" - Steps
9. "Hammer To The Heart" - The Tamperer
10. "Sugar" - Don Philip
11. "Regret" - Mukala
12. "Original" - Silage
13. "Help Save The Youth Of America From Exploding" - Less Than Jake
14. "Keep On Loving You" - The Donnas